# Stadion (Malmø)
 Ikke at forveksle med Swedbank Arena.
Stadion er et fodboldstadion i Malmø som har været Allsvenskanholdet Malmö FFs hjemmebane siden 2009.
Byggeriet af stadionet blev påbegyndt 23. april 2007, og det blev indviet ca. to år senere, den 13. april 2009. Stadionet ligger i Stadionområdet i Malmø mellem Stadiongatan og det gamle Malmö Stadion. Stadionet var spillested for finalen ved U21-EM 2009 for herrer mellem Tyskland og England 29. juni 2009.
Det er 27 meter højt og rummer 21.000 siddepladser eller alternativt 18 000 siddepladser + 6 000 ståpladser samt 144 pressepladser.

## Stadions navn
Den 12. juli 2007 offentliggjorde Malmö FF, at navnerettighederne var solgt til Swedbank og Sparbanksstiftelsen Skåne, som bandt sig til at betale mindst 5 millioner svenske kroner årligt gennem ti år, for at stadion skal hedde Swedbank Stadion. Swedbank udlånte desuden 300 mio. kr. til byggeriet.
Under ungdoms-EM i sommeren 2009 fik stadion tilfældigt navnet Malmö New Stadium.

## Ejerforhold
Stadion ejes af Peab AB, 50 procent, Erling Pålsson Teknik & Fastighets AB, 25 procent, og Malmö FF, 25 procent. Byggeriet kostede cirka 695 millioner svenske kroner.